# Fellow (эмулятор)
Fellow — эмулятор, позволяющий исполнять ПО для классических моделей ПК платформы Amiga. Имеет открытый исходный код и доступен для таких систем, как MS-DOS, Microsoft Windows и Linux.
Изначально Fellow не был свободным программным продуктом, но вскоре после появления Unix Amiga Emulator он был выпущен под лицензией GNU GPL, так как конкуренция между этими двумя проектами могла оказаться взаимовыгодной. Оригинальная версия Fellow работает под MS-DOS, а версии для Microsoft Windows и Linux разрабатываются независимыми разработчиками.
Порт для Microsoft Windows носит название «WinFellow».

## Возможности
- Полная эмуляция Amiga 500 и процессора MC68000, с некоторыми возможностями от других моделей (блиттер ECS, некоторые команды процессоров MC68010, MC68020 и MC68030);
- экстремально производительная эмуляция за счёт оптимизированного кода ядра, написанного на языке ассемблера;
- эмуляция винчестера Amiga через файл образа винчестера или как папка в файловой системе;
- встроенная поддержка образов дискет Amiga в форматах DMS и ADF.

Есть ряд возможностей Fellow, которыми xFellow не обладает:
- риппер музыкальных композиций в формате MOD;
- отладчик;
- повышенная стабильность.